# Merlot
Merlot är en mörkt blåfärgad vindruva av arten Vitis vinifera. Den är den vanligaste druvan i bordeauxviner och dominerar i druvblandningarna i bordeauxdistrikten Pomerol och Saint-Émilion. Smaken är mjukare än Cabernet Sauvignon, men den har annars stora likheter med denna. Den används också ofta i blandningar med just Cabernet Sauvignon.

## Historia
Merlots ursprung är lite av en gåta, men de flesta anser att den kommer från Bordeaux och härstammar genetiskt från Cabernet Franc. Det tidigast kända omnämnandet av Merlot är från Bordeaux år 1784. Från omkring sekelskiftet till nittonhundratalet odlades Merlot regelbundet i Médoc. Namnet tros härstamma från det franska ordet för koltrast, möjligen på grund av den blåsvarta färgen på druvorna.

## Spridning
I Europa odlas den framförallt i Bordeaux, Languedoc-Roussillon, norra Italien och Toscana, samt i Rumänien. Utanför Europa är den vanlig i Kalifornien, Chile, Sydafrika och Australien.

## Smak och karaktär

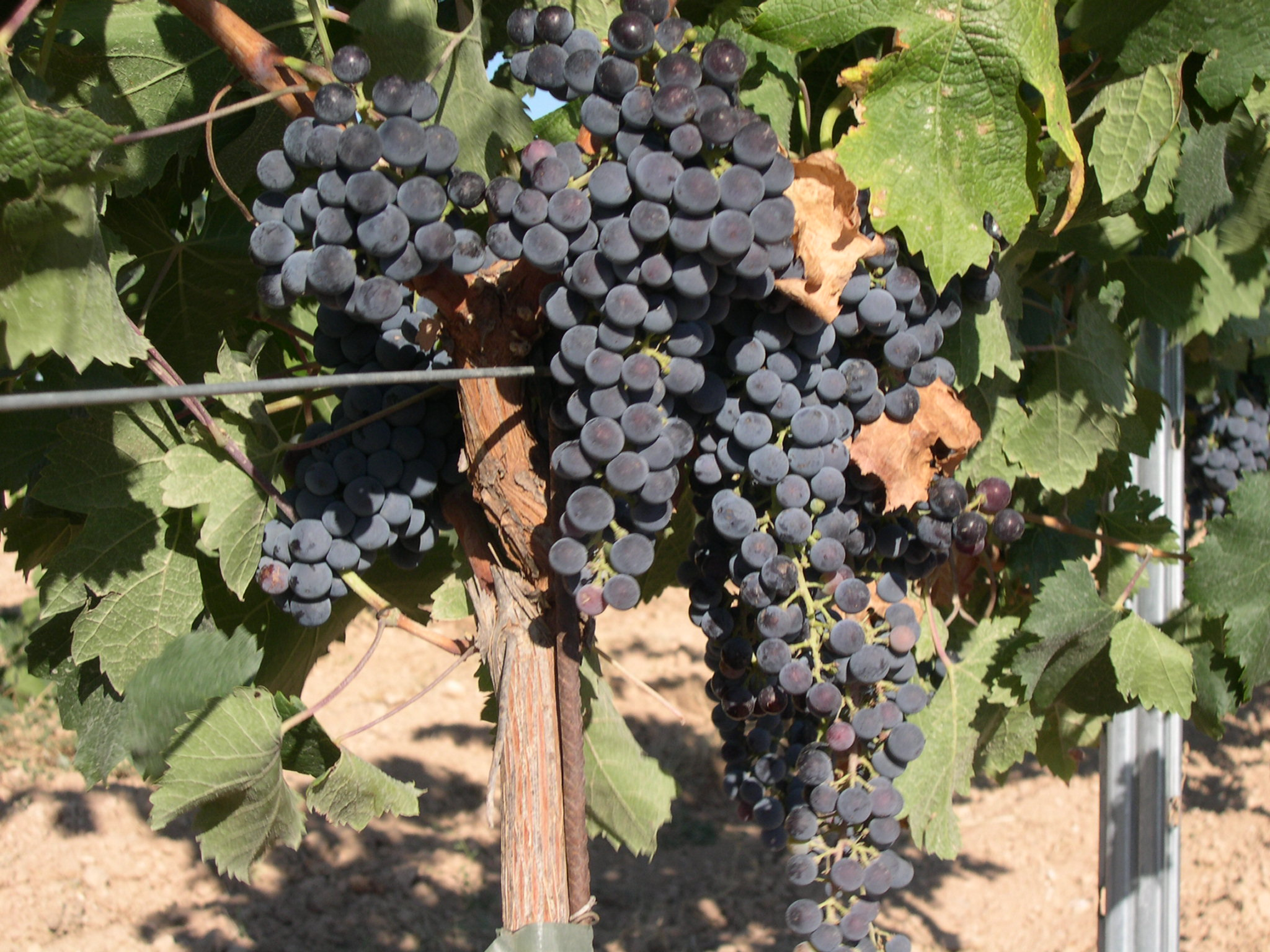
Merlotdruvor

Merlot har en mycket varierad smak. Den kan vara tanninsträv som Cabernet Sauvignon och silkeslen som Pinot Noir. Fruktaromer som brukar förknippas med den är svarta vinbär, hallon, jordgubbar och körsbär. I Bordeaux kan den vara kryddig med kanel, korint, tryffel, tobak och lakrits som vanliga beskrivningar.
Viner gjorda på druvan är ofta väldigt lagringståliga. Bättre årgångar kan behöva 10-20 år för att utvecklas och kan behålla sin spänst i ytterligare några decennier. Blandningar med Cabernet Sauvignon ger ytterligare komplexitet och lagringskapacitet.